# Arrieta (Guipúzcoa)
Arrieta es una entidad de población española del municipio de Cegama, perteneciente a la provincia de Guipúzcoa, en la comunidad autónoma del País Vasco. En 2022, tenía empadronados 55 habitantes.